# Бюро национальной статистики (Казахстан)
Бюро национальной статистики Агентства по стратегическому планированию и реформам Республики Казахстан (каз. Қазақстан Республикасы Стратегиялық жоспарлау және реформалар агенттігінің Ұлттық статистика бюросы) — уполномоченный орган, формирующий и реализующий государственную политику в области статистики, разрабатывающий и осуществляющий программы по совершенствованию статистики в Республике Казахстан (Согласно Закону Республики Казахстан «О государственной статистике»).
В национальный статистический орган входит в состав Агентства, является юридическим лицом, имеет обособленное имущество, печати и штампы со своим наименованием на государственном языке, бланки установленного образца, а также в соответствии с законодательством счета в органах казначейства.
До 2020 года Комитет по статистике МНЭ РК.

## Задачи
Основными задачами Бюро национальной статистики являются:
- Предложения по формированию государственной политики в области государственной статистики;
- Работоспособность и развитие единой статистической информационной системы на основе научной методологии и международных стандартов;
- Гарантии целостности, достоверности, и достаточности статистических показателей;
- Изучение, обобщение и анализ происходящих в стране экономических и социальных процессов и их развития.
- Распространение официальной достоверной статистики[3]

## Альтернативные источники информации
В декабре 2014 года запущен коммерческий проект по предоставлению информации, в том числе, сформированных на официальных статистических данных: KazStatInfo.

## Структура
| 1. Департамент развития статистических процессов 2. Департамент методологического развития и политики управления данными 3. Департамент национальных счетов 4. Департамент статистики цен 5. Департамент статистики производства и окружающей среды 6. Департамент статистики услуг и энергетики 7. Департамент статистики населения 8. Департамент статистики труда и уровня жизни 9. Департамент статистических регистров и классификаций 10. Департамент информационных технологий 11. Департамент административной работы 12. Юридический департамент 13. Департамент кадровой работы и документационного обеспечения 14. Департамент национальных переписей 15. Департамент международного сотрудничества и устойчивого развития 16. Управление информационной безопасности и защиты государственных секретов | 1. Департамент статистики области Абай 2. Департамент статистики Акмолинской области 3. Департамент статистики Актюбинской области 4. Департамент статистики Алматинской области 5. Департамент статистики Атырауской области 6. Департамент статистики Восточно-Казахстанской области 7. Департамент статистики Жамбылской области 8. Департамент статистики области Жетісу 9. Департамент статистики Западно-Казахстанской области 10. Департамент статистики Карагандинской области 11. Департамент статистики Костанайской области 12. Департамент статистики Кызылординской области 13. Департамент статистики Мангистауской области 14. Департамент статистики Павлодарской области 15. Департамент статистики Северо-Казахстанской области 16. Департамент статистики Туркестанской области 17. Департамент статистики области Ұлытау 18. Департамент статистики города Алматы 19. Департамент статистики города Астана 20. Департамент статистики города Шымкент |

## История

### Дореволюционный период
Относительно регулярная и централизованная статистическая деятельность на территории современного Казахстана стала налаживаться по мере вхождения этой территории в состав Российской империи в XVIII веке. Первая всеобщая перепись населения на территории современного Казахстана, как и во всей Российской иммперии, была проведена по состоянию на 9 февраля (28 января) 1897 года.
Туркестанский губернский статистический комитет (образован 22 января 1868 года) стал первым официальным государственным статистическим органом, образованным на территории современного Казахстана. В подчинении этого статистического комитета находились статистические бюро в Сыр-Дарьинской и Семиреченской областях. Уральский областной статистический комитет был образован в середине 70-х годов XIX века, в 1877 году были образованы Семипалатинский и Акмолинский (в г. Омске), а в 1895 году — Тургайский областные статистические комитеты.

### Советский период
До 1920 года на территории современного Казахстана не было единого статистического органа. Однако по окончании революции и Гражданской войны 26 августа 1920 года в составе Российской СФР была образована Киргизская АССР (так она называлась в до 1925 года, когда она была переименована в Казакскую АССР, а в феврале 1936 года в Казахскую АССР), уже 8 ноября 1920 года правительством Киргизской АССР было принято «Положение о государственной статистике в Киргизской АССР» и образовало Статистическое управление Киргизской АССР, что позволяет считать это датой образования единых централизованных статистических органов Казахстана.
В 1948 году было образовано Статистическое управление при Совете Министров Казахской ССР, которое в 1960 году было преобразовано в Центральное Статистическое управление при Совете Министров Казахской ССР (ЦСУ Казахской ССР), которое 19 августа 1987 года было преобразовано в Государственный Комитет по статистике Казахской ССР (Госкомстат Казахской ССР).
1 марта 1991 года Госкомстат Казахской ССР был преобразован в Государственный Комитет по статистике и анализу Республики Казахстан, в том же году была создана специальная государственная служба регистрации цен, осуществляющая регулярное наблюдение за уровнем и динамикой цен (тарифов) во всех секторах экономики.

### Становление статистики в период после обретения независимости Казахстана

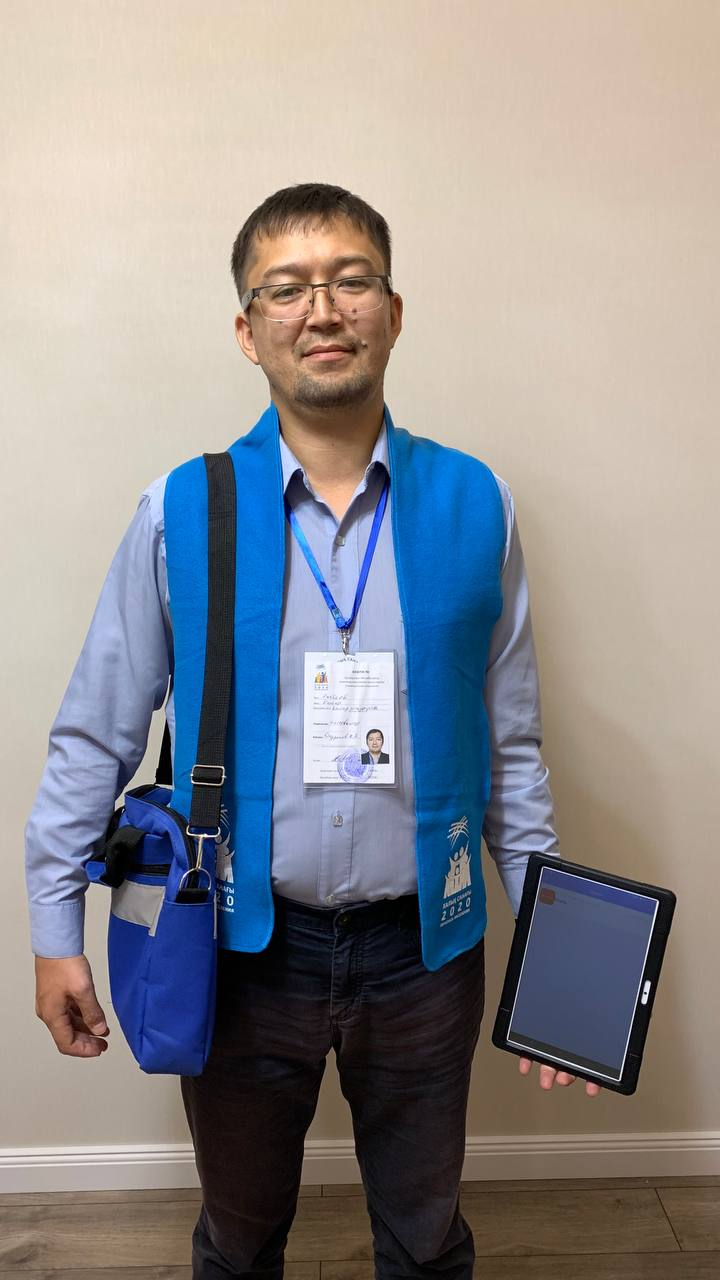
Переписчик в Казахстане в национальной переписи 2021.

В январе 1992 года на VII Сессии Верховного Совета Республики Казахстан был принят Закон Республики Казахстан «О государственной статистике в Республике Казахстан». В декабре 1992 года была принята Государственная программа по перестройке статистики, первичного и бухгалтерского учёта в 1992—1995 гг., послужившая основной для внедрения системы национальных счетов (СНС), благодаря чему уже в 1993 году был составлен первый Платежный баланс Республики Казахстан. Окончательно введение СНС было завершено в 1996 году. В 1996—1998 годах производилось освоение методологии составления интегрированных счетов и таблиц СНС, а также запуск систематического использования международно-согласованных статистических классификаторов. В те же годы было начато создание статистических регистров, введение статистических методов производства информации по малым предприятиям и введение новых технологий информации и связи.
7 мая 1997 года был принят новый Закон Республики Казахстан «О государственной статистике», а в ноябре 1998 года была принята Программа совершенствования государственной статистики в Республике Казахстан на 1999—2005 годы. 22 января 1999 года в соответствии с Указом президента Республики Казахстан «О структуре Правительства Республики Казахстан» Национальное статистическое агентство Республики Казахстан было преобразовано в Агентство Республики Казахстан по статистике. 25 февраля — 4 марта 1999 года была проведена Первая национальная перепись населения Республики Казахстан.

### Современный период
В 2006—2008 годах происходил пересмотр методологий и классификаций, адаптации развивающихся международных стандартов, начало внедрения системы метаданных и интегрированных классификаций. Начиная с 2008 года осуществлялась модернизация процессов обработки данных, пересмотр системы сбора данных, внедрение современных технологий в области обработки данных (хранилище данных, электронная статистическая отчетность и др.), активные инвестиции в развитие персонала и расширение международного сотрудничества.
25 февраля — 6 марта 2009 года была проведена вторая Национальная перепись населения.
19 марта 2010 года был принят Закона Республики Казахстан «О государственной статистике».
14 августа 2014 года в соответствии с Постановлением Правительства Республик Казахстан «О ведомствах центральных исполнительных органов Республики Казахстан» Агентство Республики Казахстан по статистике было преобразовано в Комитет по статистике Министерства Национальной экономики Республики Казахстан.

## Главы
Периоды становления и развития (образование, преобразование, переименование) высшего органа и системы государственной статистики в Казахстане
| годы образования (преобразования) органа | название органа | первые руководители органа     | первые руководители органа                    |
| годы образования (преобразования) органа | название органа | годы работы                    | Ф. И. О. лица, руководившего в указанные годы |
| 1920 г. (8 ноября)                       | Статистическое управление Киргизской (Казахской) Автономной Советской Социалистической Республики (Статуправление КАССР)                      | 1920-1926 гг.                  | Крутилин И. П.                                |
|                                          | | 1926-1928 гг.                  | Дейхман Д.А                                   |
| 1928 г. (23 июня)                        | Казахское статистическое управление (Казстатуправление)                                                                                       | 1928-1929 гг.                  | Дивнегорцев Д. Г.                             |
| 1930 г. (11 февраля)                     | Сектор народнохозяйственного учёта Госплана КАССР                                                                                             | 1929-1930 гг.                  | Чудновский И. Н.                              |
| 1931 г. (17 декабря)                     | Управление народнохозяйственного учёта при Госплане КАССР (Каз УНХУ)                                                                          | 1931-1937 гг.                  | Саматов М. С.                                 |
| 1933 г.                                  | Управление народно-хозяйственного учёта Госплана КАССР (с 1936 г.- Госплана Казахский ССР) — УНХУ Казахской ССР                               | 1937-1938 гг.                  | Тейтельбаум И. П.                             |
|                                          | | 1938-1941 гг.                  | Дунаев П. М.                                  |
| 1941 г. (27 марта)                       | Статистическое управление Казахской ССР Госплана при Совете Народных Комиссаров (СНК) СССР                                                    | 1941-1943 гг.                  | Ермеков К.                                    |
| 1943 г. (декабрь)                        | Управление статистики Уполномоченного Госплана при СНК СССР по Казахской ССР (с 1946 г.- Госплана при Совете Министров СССР по Казахской ССР) | 1943-1944 гг.                  | Калмыков И. К.                                |
|                                          | | 1944-1948 гг.                  | Волков Т. В.                                  |
| 1948 г. (сентябрь)                       | Статистическое управление при Совете Министров Казахской ССР (Статуправление Казахской ССР)                                                   | 1948-1953 гг.                  | Волков Т. В.                                  |
|                                          | | 1953-1960 гг.                  | Увашев Т. У.                                  |
| 1960 г. (31 марта)                       | Центральное Статистическое управление при Совете Министров Казахской ССР (ЦСУ Казахской ССР)                                                  | 1960-1967 гг.                  | Часовникова А. Л.                             |
|                                          | | 1967-1980 гг.                  | Троценко З. П.                                |
|                                          | | 1980-1987 гг.                  | Жумасултанов Т. Ж.                            |
| 1987 г. (19 августа)                     | Государственный Комитет Казахской ССР по статистике (Госкомстат Казахской ССР)                                                                | 1987-1990 гг.                  | Жумасултанов Т. Ж.                            |
| 1990 г. (30 декабря)                     | Государственный Комитет Республики Казахстан по статистике и анализу (Госкомстат Республики Казахстан)                                        | 1990-1994 гг.                  | Жумасултанов Т. Ж.                            |
|                                          | | 1994-01.1997 гг.               | Горячковский В. И.                            |
| 1996 г. (29 октября)                     | Национальное статистическое агентство Республики Казахстан (Нацстатагентство)                                                                 | 1997-10.1999 гг.               | Кулекеев Ж. А.                                |
| 1999 г. (22 января)                      | Агентство Республики Казахстан по статистике                                                                                                  | 1999-2003 гг.                  | Смаилов А. А.                                 |
|                                          | | 03.2003-02.2006 гг.            | Абдиев К. С.                                  |
|                                          | | 02.2006-01.2007 гг.            | Султанов Б. Т.                                |
|                                          | | 28.02.2007-27.10.2009 гг.      | Мешимбаева А. Е.                              |
|                                          | | 27 октября 2009-6 августа 2014 | Смаилов А. А.                                 |
| 2014 г. (6 августа)                      | Комитет по статистике Министерство национальной экономики Республики Казахстан                                                                | 6 августа 2014-12.2015         | Смаилов А. А.                                 |
|                                          | | 1.2016-5.2016                  | Иманалиев Бахытбек Зубайраевич и. о.          |
|                                          | | 26.05.2016 — 24.01.2022        | Айдапкелов Нурболат Сергалиевич               |
| 2020 г.                                  | Бюро национальной статистики Агентства по стратегическому планированию и реформам Республики Казахстан                                        | 2020 — 24.01.2022              | Айдапкелов Нурболат Сергалиевич               |
|                                          | | 24.02.2022-15.09.2023          | Шаймарданов Жандос Нурланович                 |
|                                          | | с 17 ноября 2023 года          | Турлубаев Максат Кайратович                   |

## Подведомственные организации
- РГП на ПХВ «Информационно-вычислительный центр Бюро национальной статистики Агентства по стратегическому планированию и реформам РК»[5] (РГП «ИВЦ БНС АСПиР РК»)

## Известные сотрудники
(за исключение первых глав)
- Мусабек, Ерболат Ныгыманович